# 4895 Embla
4895 Embla eller 1986 TK4 är en asteroid i huvudbältet, som upptäcktes 13 oktober 1986 av den danska astronomen Poul Jensen vid Brorfelde-observatoriet. Den har fått sitt namn efter Embla i den nordiska mytologin.
Den har den diameter på ungefär 5 kilometer.